# Вахушти Багратиони
Вахушти Багратиони (груз. ვახუშტი ბაგრატიონი; 1695 или 1696, Тбилиси — 1758, Москва) — грузинский царевич, историк и географ. Дата смерти 1784 появилась в ряде публикаций из-за ошибочного отождествления Вахушти с умершим в 1784 году неким Вахунштием (см. справочник «Московский некрополь»).
В исторических трудах и новейших справочниках обычно упоминается как Вахушти Багратиони, хотя в современных ему российских документах именовался царевичем Вахушти Вахтанговичем Грузинским.

## Биография

### Молодость в Грузии
Вахушти — побочный сын Вахтанга VI. Воспитывался вместе с законными сыновьями отца и пользовался правами члена династии. В его воспитании, наряду с царем Вахтангом VI, принимали участие известный грузинский писатель и путешественник по Европе — Сулхан-Саба Орбелиани, а также жившие в то время в Тбилиси католические итальянские миссионеры. Вахушти свободно владел греческим, латинским, французским, русским, турецким и армянским языками.
В 1717 году Вахушти женился на княжне Марии Абашидзе. С 1717 по 1724 год Вахушти активно участвовал в политической жизни Грузии. Был хорошо знаком с экономическим положением, устройством чиновничьего аппарата, делопроизводством и документами государственного секретариата. В 1719 и 1720 гг. он дважды командовал войсками, посланными против мятежного ксанского эристава. В 1717—1721 годы неоднократно участвовал в сражениях с персами. В августе—ноябре 1722 года, когда его отец и старший брат Бакар с войсками ожидали Петра I в Гяндже, был правителем Картлийского царства. В 1724 году был назначен командующим войсками в Квемо-Картли (Нижней Картли). В этой должности царевичу была поручена перепись подчиненного ему региона.

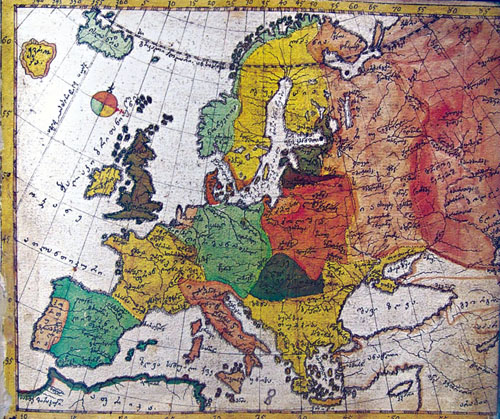
Карта Европы, составленная Вахушти Багратиони, 1752.

### Зрелость в России
В том же 1724 году вместе с отцом, семьёй и свитой (90 человек) выехал в Россию. Поселился в Москве на Пресне, продолжая здесь свою научную деятельность. Изучал труды российских и европейских историков, много переводил. Возглавил начатую по инициативе отца издательскую деятельность.
Вахушти Багратиони — один из крупнейших представителей грузинской феодальной историографии. Его главный труд — «Сакартвелос цховреба» («Житие Грузии»), завершённый в 1745 году, стал первой попыткой критического исследования прошлого грузинского народа. Состоит из двух основных частей: исторической и историко-географической. К тексту, содержащему ценные сведения по истории и географии Грузии, приложены хронологические и генеалогические таблицы, а также многочисленные мастерски исполненные карты.
Пять глав «Жития» (сгруппированные в «Географическое описание Грузии») посвящены подробному обзору политических и исторических территориальных единиц Грузинской державы:
- 1) Картлийского царства.
- 2) Кахетского царства.
- 3) «Овсетии или Внутреннего Кавказа» (высокогорной полосы северного склона Кавказского хребта, населенной негрузинскими племенами, но и экономически, и культурно тесно связанной с Грузией),
- 4) «Самцхе-Саатабаго» (южных провинций страны, в то время находившихся под турецким владычеством) и
- 5) «Эгриси, или Абхазети, или Имеретии» (Западной Грузии).

Описательный материал внутри этих глав подразделен прежде всего по административно-политическому принципу — по царствам, княжествам, эриставствам, воеводствам и внутри указанных единиц — по речным бассейнам.

Во введении к своему труду Вахушти подчеркивал как природное изобилие, так и недостаточную хозяйственную освоенность своей родины. 
Грузия является страной прекрасной и во всех отношениях плодовитой – от Бога, но не от человеческого искусства.
 — писал Вахушти. Главная политическая идея «Жития» — необходимость преодоления административной раздробленности Грузии и установления в стране твёрдого единодержавия — представлялась весьма прогрессивной и благодетельной в условиях феодальных усобиц и внешних угроз…
Карты, приложенные к «Сакартвелос цховреба», составили основу отдельного «Атласа Грузии». 1-ю редакцию Атласа Вахушти закончил в 1735 году. Одна из ценнейших карт данного Атласа была озаглавлена: «Положение мест между Чёрным и Каспийским морями, представляющее Кубань, Грузинскую землю и остальную часть реки Волги с ея устьем».

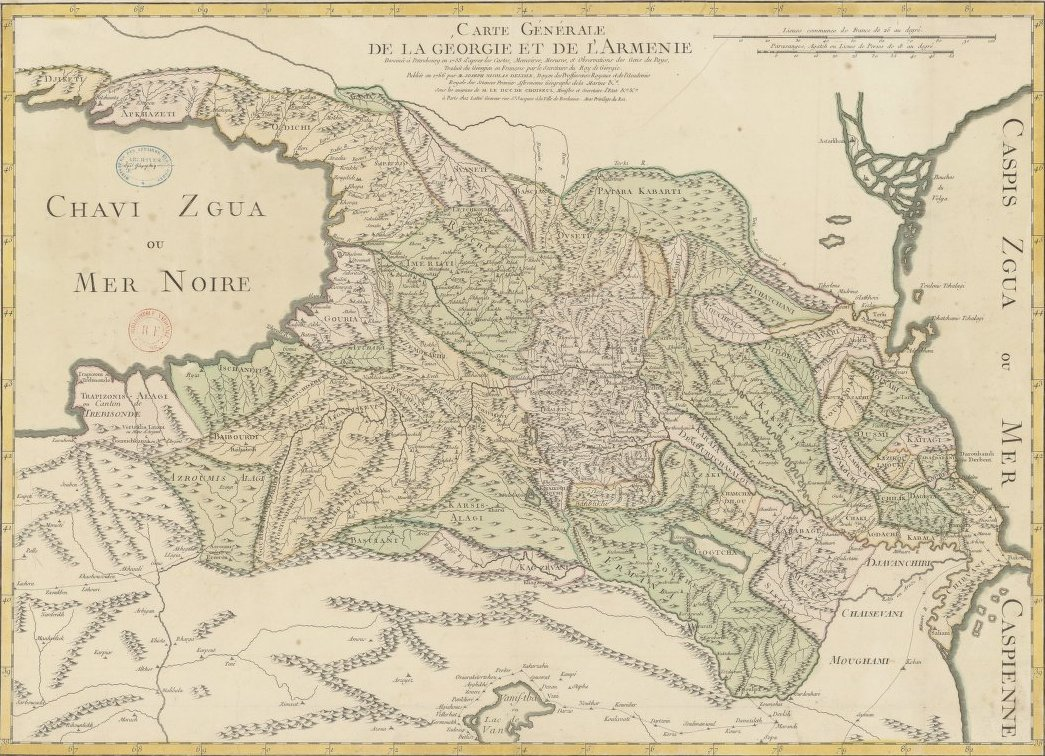
Генеральная карта Грузии и Армении, изданная Делилем в 1766 году (базируется на данных Вахушти Багратиони от 1735 года)

Академик Иосиф Делиль (Joseph Nicolas Del’Isle), энергично пропагандировавший географические карты Вахушти, считал, что благодаря последним, степень географической изученности Грузии сравнялась с изученностью Франции. В 1735 году Делиль сделал французский перевод 1-й редакции «Атласа Грузии». В 1739 году одна из лейпцигских газет сообщила «о прекрасных картах Кавказских гор, составленных тифлисским принцем». В 1740 году сотрудники Делиля выполнили русский перевод 1-й редакции «Атласа Грузии».
В 1743 году Вахушти завершил 2-ю (фундаментально переработанную) редакцию «Атласа Грузии». В 1766 г. (уже после смерти Вахушти) Делиль издал в Париже карту Грузии и Армении (охватывающую также Землю Терского казачьего войска, Арран и Дагестан), основанную на данных 1-й и 2-й редакций «Атласа Грузии».
Труды царевича Вахушти (главным образом, часть работы, посвященная исторической географии) впоследствии неоднократно издавались как на грузинском языке, так и в переводах (в том числе и на русский). В 1842 году академик М.-Ф. Броссе перевёл «Географическое описание Грузии» на французский язык (Tsarévitch Wakhoucht, Description géographique de la Géorgie, publiée d’après l’original autographe par M. Brosset, Saint-Pétersbourg, Typographie de l’Académie, 1842).
По недостаточно подтверждённой информации некоторых публикаций XX века Вахушти был одним из четырёх «членов-учредителей» Московского университета — вместе с императрицей Елизаветой Петровной, И. И. Шуваловым и М. В. Ломоносовым — что было отмечено на золотой (?) доске, прибитой к зданию университета).
Похоронили грузинского царевича в московском Донском монастыре.

### Память
Имя Вахушти Багратиони носит Институт географии АН Грузии и мост через реку Кура (Мтквари) в Тбилиси.
В 2018 году почта Грузии выпустила в честь Вахушти Багратиони почтовую марку.

## Семья
Был женат на княжне Мариам, дочери Георгия Абашидзе.
В семье было 10 детей. Старший — Иван (Иоаннэ; ум. 1781), генерал-поручик, кавалер ордена Святого Георгия IV класса (26 ноября 1778, № 302 по кавалерскому списку Григоровича — Степанова).

## Сочинения Вахушти Багратиони
- Вахушти Багратиони. История царства Грузинского / Перевод, предисловие, словарь и указатель: Н. Т. Накашидзе. — Тбилиси: Мецниереба, 1976. — 340 с. — (Памятники грузинской исторической литературы). — 5500 экз.
- Вахушти, царевич. География Грузии. / Введение, перевод и примечания М. Г. Джанашвили // Записки Кавказского отдела ИРГО. — Тифлис, 1904. — Кн. XXIV, вып. 5.